# Eixkol
Eixkol és un consell regional del districte del Sud d'Israel.
El municipi d'Eixkol agrupa els següents nuclis de població:
- Quibuts: Beerí (בארי), En ha-Xeloixà (עין השלושה), Guevulot (גבולות), Holit (חולית), Kérem Xalom (כרם שלום), Kissufim (כיסופים), Maguén (מגן), Nirim (נירים), Nir Oz (ניר עוז), Nir Yishaq (ניר יצחק), Reïm (רעים), Sufà (סופה), Urim (אורים) i Tseelim (צאלים).
- Moixavim: Ammioz (עמיעוז), Déqel (דקל), En ha-Bessor (עין הבשור), Mivtahim (מבטחים), Óhad (אוהד), Perí Gan (פרי גן), Sedé Avraham (שדי אברהם), Sedé Nitsan (שדה ניצן), Talmé Eliyyahu (תלמי אליהו), Talmé Yossef (תלמי יוסף), Yated (יתד), Yeixa (ישע) i Yevul (יבול).
- Altres assentaments comunitaris: Avxalom (אבשלום) i Sóhar (צוחר).